# Majagual (kommun)
Majagual är en kommun i Colombia.   Den ligger i departementet Sucre, i den norra delen av landet, 400 km norr om huvudstaden Bogotá. Antalet invånare är 31 657. Arean är 826 kvadratkilometer.
Terrängen i Majagual är platt åt nordväst, men åt sydost är den kuperad.